# Футбол в залах в России
Футбол в залах в России в 2010 году был исключён из реестра видов спорта.

## История
2 декабря 2009 года Российским футбольным союзом было издано циркулярное письмо, в соответствии с которым всем членам РФС было рекомендовано воздержаться от какого-либо участия в развитии футбола в залах на территории Российской Федерации. Кроме того, этим же циркулярным письмом была установлена следующая ответственность для членов РФС:
- для игроков, выступающих в соревнованиях под эгидой РФС и в соревнованиях по футболу в залах — дисквалификация не менее, чем на 3 игры при первом выявлении нарушения, и до конца спортивного сезона при повторном выявлении участия игрока в соревнованиях по футболу в залах;
- футбольным коллективам, в составах которых принимают участие игроки, выступающие в соревнованиях по футболу в залах, в матчах с участием указанных игроков должно быть засчитано техническое поражение, а при повторном выявлении участия игроков в соревнованиях по футболу в залах, футбольные коллективы должны быть сняты с соревнований и им должно быть запрещено участие в соревнованиях, проводимых под эгидой РФС на следующий спортивный сезон;
- для региональных федераций, не принимающих санкции к такого рода футболистам и клубам, а также преднамеренно допускающие футболистов и клубы к соревнованиям — отзыв государственной аккредитации, а при повторном нарушении — лишение членства в РФС.[1]

28 января 2010 года Минспорттуризмом был издан приказ об исключении футбола в залах из Всероссийского реестра видов спорта и отзыве у "федерации футзала России" государственной аккредитации. С 2011 года Федерация футзала России культивирует микрофутзал (3х3)
В 2014 году в российском футзале произошел раскол, в результате которого образовалось две самостоятельные федерации - Федерация футзала России и Межрегиональная федерация футзала России, каждая из которых проводит самостоятельные чемпионаты России и розыгрыши Кубка России, ведущие отчет с сезона 1992/1993 года.
Федерация футзала России является членом Европейского союза футзала (UEFS).
Межрегиональная федерация футзала России является членом Европейской ассоциации футзала (European Futsal Assotiation - EFA).